# SU-122-44自走炮
SU-122-44自走炮（俄語：СУ-122-44）是一款蘇聯於第二次世界大戰期間開發出的無炮塔自走炮原型。名稱中的「44」指的是T-44坦克的底盤；SU-122-44所指的正是「以T-44坦克底盤為基礎的SU-122驅逐坦克」。SU-122-44首次於1944年上半年被提出。它裝備一門122毫米D-25-44S主炮，戰鬥室及彈藥倉皆位於車體前方。車體正面有著大幅度的傾斜裝甲（90毫米厚，傾斜27度）。側面裝甲厚75毫米，背面裝甲則厚45毫米。然而，SU-122-44被認為太過龐大，且重量過重，而SU-100-M-2則沒有這個問題，因此該計畫於1945年3月7日被終止。